# Точка първа
„Точка първа“ е български игрален филм (драма) от 1955 година на режисьора Боян Дановски, по сценарий на Валери Петров. Оператор е Васил Холиолчев. Музиката във филма е композирана от Петър Ступел.

## Сюжет
„Точка първа“ е първият български цветен филм.
„Тиха улица в столичен квартал. Малката Веска излиза от къщи незабелязано и отива при децата. След много игри и приключения, Веска предприема сама дълга разходка из града. Майка ѝ сериозно се разтревожва и всички хора започват да търсят изгубеното дете. Вечерта Веска се връща... Накрая тя е в прегръдките на майка си, а всички хора са засвидетелствали човешката си солидарност и любов към децата...“

## Актьорски състав
Роли във филма изпълняват актьорите:
- Румяна Чокойска – Веска
- Жени Божинова – Майката на Веска
- Ружа Делчева – Председателката
- Константин Кисимов – Бърмалей
- Асен Русков – Маестрото
- Веселин Бояджиев – Ураган
- Христо Хранов – Шишко
- Димо Бакалов – Кирчо
- Стефан Димитров – Владко
- Панайот Михайлов – Васич
- Иван Братанов – Коминочистачът
- Иван Тонев – Работникът
- Рангел Вълчанов – Участник във филма
- Вяра Игнатиева
- Никола Попов
- Асен Кисимов – Студентът на пейката
- Стефан Петров
- Димо Коларов
- Любомир Шарланджиев
- Таня Масалитинова
- Лео Конфорти
- Иван Обретенов – асистент-режисьора
- Мирослав Миндов
- Стоянка Мутафова
- Георги Попов
- Георги Георгиев – Гец
- Георги Калоянчев
- Кунка Баева - ударничката във влака
- Емилия Радева
- Никола Дадов
- Гинка Станчева
- Динко Динев – студент на пейката